# Sociedade Sírio-Britânica
Sociedade Britânica Síria é uma associação criada para promover as relações entre a Síria e o Reino Unido. Foi criada em 2003 por Fawaz Akhras, o sogro de Bashar al-Assad e o pai de Asma al-Assad que rejeitou pedidos de adesão aos rebeldes sírios. Durante a criação da entidade, o governo britânico forneceu fluórcomo percussor de armas químicas e após o fechamento da embaixada dos países do Reino Unido na Síria, surgiu uma crise humanitária de refugiados que usaram passaportes sírios.